# Advanced Materials
Advanced Materials（アドバンスド・マテリアルズ）は、材料科学を取り扱っている査読付き学術雑誌である。化学、物理学、ナノテクノロジー、セラミックス、金属工学、生体材料と幅広い分野のトピックに関するコミュニケーション、レビュー、特集記事も含まれる。Journal Citation Reportsによれば、2018年の本誌のインパクトファクターは25.809である。 

## 沿革
本誌は、総合化学雑誌 Angewandte Chemie の増補として1988年から立ち上げられ、それから1年半の間は Angewandte Chemie の一部であった。立ち上げ当時の編集長は、 Angewandte Chemie の編集者であるピーター・ゴエリッツ (Peter Goelitz) が務め、2019年現在の編集長はピーター・グレゴリーである。 
当初は月刊誌であったが、1997年には年15回刊、1998年に年18回刊、2000年に隔週刊と徐々に刊行頻度が短くなり、ついに2009年からは週刊誌となった。 

## 姉妹誌
1990年代以降、材料科学の研究が大幅に増えたため、以下の姉妹誌が存在する。 
- Advanced Engineering Materials（1999年刊行）
- Advanced Functional Materials（2001年刊行）
- Small（2005年刊行）
- Advanced Energy Materials（2011年刊行）
- Advanced Healthcare Materials（2012年刊行）
- Advanced Optical Materials（2013年刊行）
- Advanced Materials Interfaces（2014年刊行）
- Advanced Electronic Materials（2015年刊行）
- Advanced Materials Technologies（2016年刊行）
- Small Methods（2017年刊行）
- Solar RRL（2017年刊行）